# Stanskogel
Der Stanskogel ist ein 2757 m ü. A. hoher Aussichtsberg in den Lechtaler Alpen, Tirol, Österreich. Durch seine Südflanke führt der Lechtaler Höhenweg, Teilabschnitt Leutkircher Hütte–Kaiserjochhaus.

## Aufbau
Der Stanskogel ist aus Kreideschiefer und Aptychenkalken aufgebaut. Der Südwestgrat trägt eine kleine Zwischenerhebung, den Hirschpleißkopf, 2549 m, und fällt zum Almajurjoch, 2237 m, ab, dem Standort der Leutkircher Hütte. Der Ostgrat trägt den Bergleskopf, 2577 m, und endet im Kaiserjoch, 2310 m, dem Standort des Kaiserjochhauses. Der Schwarze Grat verbindet den Stanskogel mit der Fallesinspitze, 2769 m, im Norden.

## Erstbesteigung
Vor 1880 durch Kartografen, erste dokumentierte touristische Besteigung durch Anton Spiehler 1884 von Westen, Ostgrat 1897 Forcher-Mayr.

## Tourenmöglichkeiten
Leichtester Aufstieg ist der markierte Steig von der Leutkircher Hütte über den Hirschpleißkopf, 2549 m. Der Steig ist im oberen Teil etwas ausgesetzt, Versicherungen, zwei Stunden. Ungeübte sollten den Steig nur in Begleitung erfahrener Bergwanderer oder Führer begehen. Der Stanskogel wird gerne im Verlauf des Lechtaler Höhenwegs „mitgenommen“, vom Hirschpleißkopf gibt es eine Verbindung zu diesem Höhenweg, so dass nicht zur Leutkircher Hütte zurückgestiegen werden muss.
Weitere Anstiege (Auswahl):
- Ostgrat über den Bergleskopf, 2577 m, bis zu diesem Schwierigkeitsgrad I−. Ab dem Bergleskopf stellenweise steilstes Gras und brüchig, Schwierigkeitsgrad IV. Der Alpenvereinsführer bezeichnet den Anstieg als „bergsteigerisch wirklich schön“.
- Es gibt eine Reihe von weiteren Anstiegen (u. a. S-Flanke, N-Grat), die aber als brüchig und nicht lohnend beschrieben werden.